# Малая Кеть
Малая Кеть — река в России, протекает в Красноярском крае. Устье реки находится в 1290 км по левому берегу реки Кети. Длина реки — 239 км, площадь водосборного бассейна — 2420 км². Высота устья — 151 м над уровнем моря.

## Бассейн
- 24 км: Чумжур
  - 30 км: река без названия
- 42 км: Ольховка
- 50 км: Листвянка
- Кобяков
- 66 км: Конда
  - 3 км: Базаровка
  - 16 км: река без названия
- Николаевский
- Хуторский
- Шутаевская
  - Полевой
- Черёмуховая
- 103 км: Алтат
  - Бурлаков
  - Речка (Гаревой)
  - 7 км: Загарок (Загарная)
    - Ближняя
    - Луговая

  - Амосов Лог
  - 12 км: Филькина
  - Придорожный
    - Ивановский

  - Тройка (Вторая Речка)
    - Первая Речка
    - Кедровая Падь
- 108 км: Сухая Речка
- 119 км: Ольховка
- Гаревой
- 127 км: Колтусоватка
- Коробьюха
- Берёзовый
- Топкий
- 164 км: Красноярка
- Еловый
- Харычев
- 184 км: Сосновка
- 211 км: Таловая
- Березовка
- Белый

## Данные водного реестра
По данным государственного водного реестра России относится к Верхнеобскому бассейновому округу, водохозяйственный участок реки — Кеть, речной подбассейн реки — бассейн притоков (Верхней) Оби от Чулыма до Кети. Речной бассейн реки — (Верхняя) Обь до впадения Иртыша.